# Himallaphus bhaai
Himallaphus bhaai (лат.) — вид жуков ощупников рода Himallaphus из семейства
стафилинид. Название происходит от непальского слова, означающего младшего брата. 

## Распространение
Индия (West Bengal: Darjeeling District, Tonglu на высоте 3100 м).

## Описание
Мелкие жуки, длина около 2 мм (от 1,6 до 1,78 мм), красно-коричневого цвета. Отличается следующими признаками: виски и темя с косыми бороздками; контуры висков округлые; глаза едва выпуклые; вертексная борозда почти достигает шеи, за ней следует короткий киль. 4-й членик максиллярных щупиков с ножкой немного короче утолщенного апикального поля. Основание надкрылий не вдавлено, боковые края надкрылий не окаймлены. Вентральный отросток эдеагуса узкий, шириной от пятой до десятой медианной доли. Парамеры расширены на вершине дорсально и сбоку. Усики 11-члениковые с 3-члениковой булавой. Задние крылья атрофированы (жуки бескрылые).